# Чайківський Іван Адамович
Іван Адамович Чайківський (нар. 29 травня 1972, с. Настасів, Тернопільський район, Тернопільська область) — український підприємець, політик. Медаль «За працю і звитягу» (2008). Кавалер ордена «За заслуги» III ступеня (2012). Народний депутат України 9-го скликання. Член депутатської групи «За майбутнє».
Голосував за закон України 12414, який був ухвалений з порушенням Регламенту Верховної Ради України та підпорядкував НАБУ та САП Генеральному прокурору.

## Життєпис
Закінчив Тернопільське ПТУ № 10 (1990, спеціальність «Будівництво»). З 1990 по 1992 рік — служба у Збройних силах України. У 2009 році отримав ступінь магістра економіки та менеджменту інвестицій у Тернопільському національному економічному університеті (нині - Західноукраїнський національний університет).
Був головою правління Товариства власників «Колос» (с. Настасів Тернопільського району), очолив підприємство «Агропродсервіс».
смерть окупантам!!!!,, тебе вже шукають, олицький каганат, і моссад
У 2010 році був обраний депутатом Тернопільської районної ради по 26 округу (с. Настасів) від «Партії регіонів», очолював однойменну фракцію у районній раді. Був членом постійної комісії з питань соціально-економічного розвитку, фінансів і бюджету та міжбюджетних відносин.
Заступник голови Аграрної партії України, з 2016 року очолював Тернопільську обласну організацію Аграрної партії.
Кандидат у народні депутати на парламентських виборах 2019 року (виборчий округ № 165, м. Бережани, частина м. Тернополя, Бережанський, Зборівський, Козівський, Підгаєцький, Тернопільський райони, частина Кременецького району). Самовисуванець. На час виборів: директор ТОВ "Корпорація «Агропродсервіс», член Аграрної партії України. Проживає в с. Великий Ходачків Козівського району Тернопільської області.
Секретар комітету аграрної політики і земельних відносин у Верховній Раді України IX скликання (обраний 29 серпня 2019 року).
Одружений, має дочку та сина.

## Критика
Займався підкупом виборців. Зокрема за даними ЗМІ, Тернопільський м'ясокомбінат, що є структурним підрозділом компанії самовисуванця Івана Чайківського "Агропродсервіс" виступив генеральним партнером етнофестивалю бджільництва "Медове Тернопілля", який відбувався протягом 15-17 червня 2019 року. Чайківський використовував фестиваль як власний агітаційний майданчик.  Під час сімейного фестивалю "Всі разом за сім'ю" було розіграно грошові сертифікати від самовисуванця Івана Чайківського. 
14 та 16 червня 2019 року від імені компанії "Агропродсервіс", генеральним директором якої є самовисуванець Іван Чайківський, встановили пам'ятники Христу Спасителю у селищі Козова та селі Миролюбівка Тернопільської області.  Самовисуванець Іван Чайківський подарував від імені власної компанії "Агропродсервіс" електрокоагулятор Козівській районній лікарні (Тернопільська область).  